# Врбніца
Врбніца (словац. Vrbnica) — село, громада в окрузі Михайлівці, Кошицький край, Словаччина. Село розташоване на висоті 105 м над рівнем моря. Населення — 856 чол. (2006). З них — 90 % словаків та 10 % циган. Вперше згадується в 1330 році. В селі є бібліотека та футбольне поле. Також є продуктовий магазин та невеликий фельдшерсько-акушерський пункт.

## Населення
| Рік:            | 1994. | 2004.    | 2014.    | 2024.    |
| --------------- | ----- | -------- | -------- | -------- |
| Кількість осіб: | 601   | 806      | 1020     | 1321     |
| Різниця:        |       | +34,10 % | +26,55 % | +29,50 % |

| Рік:            | 2023. | 2024.   |
| --------------- | ----- | ------- |
| Кількість осіб: | 1281  | 1321    |
| Різниця:        |       | +3,12 % |